# Рєпін Євгеній Вікторович
Євге́н (Євгеній) Ві́кторович Рє́пін (Логвине́нко, нар. 18 серпня 1994, с. Коршів, Здолбунівський район, Рівненська область, Україна — пом. 20 березня 2015, с-ще Опитне, Ясинуватський район, Донецька область, Україна) — український військовослужбовець, десантник, солдат Збройних сил України, учасник російсько-української війни. Псевдо «Геркулес».

## Життєвий шлях
Був єдиним сином у матері. З дитинства мріяв стати військовим. З 13 років почав заробляти — розвантажував товари на базарі. По закінченні Рівненської загальноосвітньої школи № 23 продовжив навчання в технічному коледжі Національного університету водного господарства та природокористування м. Рівне, за спеціальністю «Обслуговування та ремонт обладнання підприємств хімічної і нафтогазопереробної промисловості». Займався спортом.
Активний учасник Революції Гідності.
У часі війни, попри вмовляння матері та адміністрації коледжу, полишив навчання й у вересні 2014 добровольцем пішов до армії, підписав контракт у Новограді-Волинському. Листопадом зарахований до 81-ї окремої десантно-штурмової бригади на посаду кулеметника розвідувальної роти. Це була рота добровольців УНСО, яка раніше воювала в районі Донецького аеропорту у складі 54-го розвідбатальйону, а на той час вже була переведена у новостворену 81-шу десантну бригаду. Євгеній став членом УНСО та отримав хрест УНСО. Після війни хотів закінчити навчання у коледжі, а потім вступити до військового училища.
Після перебування на базі у Дружківці рота в січні 2015 повернулась під Донецьк.

## Обставини загибелі
Загинув 20 березня 2015 під час бойового зіткнення з російськими диверсантами поблизу с-ща Опитне Ясинуватського району Донецької області. Вранці до спостережного пункту 90-го штурмового батальйону 81-ї бригади підійшла ДРГ противника. Для її нейтралізації виїхала група розвідників розвідроти разом із снайперами взводу старшини Максима Ридзанича. Під час прочісування території зав'язався ближній бій. Прикриваючи пораненого товариша, солдат Рєпін потрапив під кулеметний вогонь з близької відстані (до 20 м). Куля влучила у шию, він помер миттєво на початку бою. Від автоматної черги загинув Ридзанич, ще п'ятеро бійців дістали поранення.
Похований у Рівному, на кладовищі «Нове» («Молодіжне»), на Алеї Героїв, неподалік від могили унсовця Сашка Білого.
Залишились мати Рєпіна Тетяна Василівна та батько Логвиненко Віктор Іванович.

## Нагороди та відзнаки
- Указом Президента України № 270/2015 від 15 травня 2015 року, за особисту мужність і високий професіоналізм, виявлені у захисті державного суверенітету та територіальної цілісності України, вірність військовій присязі, нагороджений орденом «За мужність» III ступеня (посмертно)[4].
- Нагороджений відзнакою УПЦ КП — медаллю «За жертовність і любов до України» (посмертно).
- Рішенням Рівненської міської ради № 5756 від 17 вересня 2015 року присвоєне звання «Почесний громадянин міста Рівне» (посмертно)[5].
- Хрест УНСО.

## Вшанування пам'яті
- 14 жовтня 2015 року в центрі Рівного на перехресті вулиць Соборної та 16 Липня відкрито дошку пам'яті дев'ятнадцятьом Героям Рівного, де є і світлина Євгенія[6].